# Блискоисточно слепо куче
Блискоисточно слепо куче (лат. Spalax ehrenbergi, енгл. Middle East blind mole-rat) је глодар из породице слепих кучића (лат. Spalacidae).

## Распрострањење
Врста има станиште у Египту, Израелу, Јордану, Либану, Либији, Сирији и Турској.

## Станиште
Блискоисточно слепо куче има станиште на копну.
Врста је по висини распрострањена од нивоа мора до 2.000 метара надморске висине.

## Угроженост
Подаци о распрострањености ове врсте су недовољни.

### Популациони тренд
Популација ове врсте се смањује, судећи по расположивим подацима.